# Oda do radości (film)
Oda do radości – polski film nowelowy z 2005 roku w reżyserii trojga reżyserskich debiutantów: Anny Kazejak, Jana Komasy i Macieja Migasa.
Autorami scenariusza byli: Anna Kazejak-Dawid (Śląsk), Jan Komasa (Warszawa) i Maciej Migas (Morze). Zdjęcia do filmu rozpoczęły się 8 maja. Film jest podzielony na 3 nowele: Śląsk, Warszawa, Morze. W tej samej kolejności realizowano film. Oda do radości wygrała Debiuty 2005 (15. Przegląd Polskich Filmów Fabularnych Debiuty w Koninie).

## Opis fabuły
Tematem wielowątkowej historii jest próba ułożenia sobie życia przez trójkę młodych bohaterów należących do pierwszego pokolenia wychowanego w wolnej Polsce. Autorzy starają się znaleźć przyczyny tak gwałtownego zjawiska nazwanego przez socjologów nową falą emigracji – zjawiska masowych wyjazdów młodych ludzi z Polski najczęściej do Europy Zachodniej. Powody wyjazdu są dla każdego z trzech bohaterów Ody do radości różne: zarówno ekonomiczne, jak i natury emocjonalnej oraz światopoglądowej.
- Nowela pierwsza: Śląsk

Aga po pobycie w Anglii wraca do domu, na Śląsk. To, co zastaje nie napawa optymizmem. W kopalni trwa strajk i pracującemu tam ojcu grozi utrata pracy. Dziewczyna postanawia otworzyć własny zakład fryzjerski, by pomóc rodzinie.
- Nowela druga: Warszawa

Michał, 21-letni raper, mieszkaniec jednego z biedniejszych blokowisk bierze udział w wielkim konkursie na najlepszy utwór. Chce tym pokazać swojej ukochanej dziewczynie – Marcie, że jest coś wart. Marta pochodzi z bogatego domu. Jej ojciec – Piotr – szef dobrze prosperującej firmy jest przeciwny związkowi córki z Michałem. Postanawia ją wysłać na studia do Londynu.
- Nowela trzecia: Morze

Wiktor po nieudanym związku z Kingą przerywa studia w Warszawie i wraca do niewielkiej nadmorskiej miejscowości. Jego wiecznie sfrustrowani rodzice nie są jednak zadowoleni z jego powrotu, a praca w wędzarni ryb, jedyna którą udało mu się dostać, zupełnie nie daje mu satysfakcji. Wiktor wraz ze swoim kumplem Erykiem postanawiają wyjechać do Londynu. Zanim jednak wyjadą, Wiktor musi załatwić jeszcze jedną sprawę.

## Obsada
- nowela Śląsk:
  - Małgorzata Buczkowska – Aga
  - Barbara Kurzaj – Danka
  - Dorota Pomykała – matka Agi
  - Juliusz Krzysztof Warunek
  - Michał Żurawski – Waldek, chłopak Agi
- nowela Warszawa:
  - Roma Gąsiorowska – Marta, dziewczyna Michała
  - Piotr Głowacki – Michał
  - Jadwiga Jankowska-Cieślak
  - Maciej Kozłowski – Piotr, ojciec Marty
  - Michał Rolnicki – Adam
- nowela Morze:
  - Joanna Bogacka
  - Jan Drawnel
  - Tomasz Lengren
  - Lesław Żurek – Wiktor
  - Mirosław Haniszewski – adorator Baśki
  - Janusz Chabior – rybak Rysiek
  - Przemysław Bluszcz – Zbyszek, szef Wiktora

## Nagrody i ważniejsze festiwale
- 30. Festiwal Polskich Filmów Fabularnych w Gdyni 2005 (Nagroda Specjalna Jury) Polska
- 15 Festiwal Debiuty Filmowe Konin 2005 (Nagroda Główna) Polska
- 25 Koszaliński Międzynarodowy Festiwal Debiutów Filmowych Młodzi i Film 2006 (Nagroda Specjalna Jury, Nagroda za najlepszą rolę męską dla Piotra Głowackiego – część warszawska, Nagroda za Najlepszy Montaż, Nagroda Dziennikarzy) Polska
- 12th Cinem Tout Ecran Geneva 2006 Szwajcaria (nagroda za najlepszą rolę męską – Piotr Głowacki, część warszawska)
- 35th Rotterdam Film Festival 2006 (Official Selection Tiger Awards) Holandia
- 41st Karlovy Vary Inter. Film Festival 2006 (East of the West Competition) Czechy
- 21st Valencia CinemaJove Film Festival 2006 Hiszpania
- 13th Palic Film Festival (Parallels and Encounters Competition) 2006 Serbia
- 4th Bangkok World Film Festival 2006 Tajlandia

- Kolkata International Film Festival 2006 Indie
- Piotr Głowacki nominowany do Nagrody im. Zbyszka Cybulskiego 2006
- Anna Kazejak-Dawid, Jan Komasa, Maciej Migas nominowani do nagrody Paszport „Polityki” 2006